# Revolutionary Love
Revolutionary Love (hangul: 변혁의 사랑; rr: Byeonhyeogui Sarang lit. O Amor de Byun Hyuk) é uma telenovela sul-coreana exibida pela emissora tvN de 14 de outubro a 3 de dezembro de 2017, com um total de 16 episódios. É estrelada por Choi Si-won, Kang So-ra e Gong Myung e marca o primeiro projeto de atuação de Choi Si-won após cumprir seu serviço militar obrigatório.
Revolutionary Love refere-se sobre os desafios dos jovens à medida que avançam na sociedade.

## Enredo
Retrata uma história de amizades, amores e esperanças juvenis de pessoas de diferentes classes sociais.

## Elenco

### Elenco principal
- Choi Si-won como Byun Hyuk
  - Ji Min-hyuk como Byun Hyuk jovem

Um chaebol da terceira geração, que esconde sua verdadeira identidade como o segundo filho de uma família rica e começa a viver em um apartamento.
- Kang So-ra como Baek Joon

Uma jovem trabalhadora que tem ensino superior, mas que precisa ganhar a vida trabalhando em empregos de meio período.
- Gong Myung como Kwon Jae-hoon
  - Son Sang-yeon como Jae-hoon jovem

Um jovem altamente inteligente que é o chefe de uma equipe de secretariado de uma empresa pertencente à família de Byun Hyuk.

### Elenco de apoio

#### Pessoas ao redor de Byun Hyuk
- Lee Jae-yoon como Byun Woo-sung, irmão de Byun Hyuk.[10]
- Choi Jae-sung como Byun Kang-soo, pai de Byun Hyuk.
- Seo Yi-an como Hong Chae-ri, ex-namorada de Byun Hyuk e filha mais nova do presidente Hong, proprietário de uma cadeia de hotéis.[11]
- Kyeon Mi-ri como Jung Yeo-jin, mãe de Byun Hyuk.
- Jung Chan-bi como Byun Se-na, irmã de Byun Hyuk.
- Kim Eung-suk como Byun Gang-ho, tio de Byun Huk.
- Kim Ye-ryeong como Byun Geum-hee, tia de Byun Hyuk.

#### Pessoas ao redor de Baek Joon
- Kim Ye-won como Ha Yeon-hee, melhor amiga de Baek Joon.[12]
- Jeon Bae-su como pai de Baek Joon.
- Hwang Young-hee como mãe de Baek Joon.

#### Pessoas ao redor de Je-hoon
- Choi Gyu-hwan como Hwang Myeong-soo, promotor no Tribunal Central de Seul.[13]
- Lee Han-wi como Kwon Choon-sub, pai de Je-hoon.

#### Outros
- Choi Dae-chul como Lee Tae-kyung, colega de Baek Joon na empresa de construção.
- Seo Hyun-chul como Kim Ki-sub, colega de Baek Joon na empresa de construção.
- Hwang Jung-min como An Mi-yeon, colega de Baek Joon na empresa de construção.
- Kang Young-seok como Jang Cheol-min, policial e vizinho de Byun Hyuk.
- Kim Seung-wook como Sul Gi-hwan, empregado do grupo Byun.
- Song Young-kyu como CEO Min
- Yoon Jeong-hyuk como gerente geral Han.
- Lee Tae-kyung como amigo de Byun Hyuk.

### Participação especial
- Lee Yoon-ji como gerente do hotel (Ep. 1–2)

## Trilha sonora
1. "Between Strange Romance" (이상한 연애 사이) - Cheon Dan-bi
2. "Love U" - Younha
3. "Go Ready Go" - Dawon (Cosmic Girls)
4. "Sing My Song" - Goo Keun-byul
5. "My Way" (내 멋대로) - Yeontae (IN2IT)

## Recepção
Na tabela abaixo, os números azuis representam as audiências mais baixas e os números vermelhos representam as audiências mais elevadas.
| Episódio | Data de transmissão original | Audiência média | Audiência média              | Audiência média |
| Episódio | Data de transmissão original | AGB Nielsen     | AGB Nielsen                  | TNmS            |
| Episódio | Data de transmissão original | Em todo o país  | Região Metropolitana de Seul | Em todo o país  |
| -------- | ---------------------------- | --------------- | ---------------------------- | --------------- |
| 1        | 14 de outubro de 2017        | 2.501%          | 2.698%                       | 2.2%            |
| 2        | 15 de outubro de 2017        | 3.533%          | 3.485%                       | 4.0%            |
| 3        | 21 de outubro de 2017        | 2.762%          | 2.970%                       | 3.2%            |
| 4        | 22 de outubro de 2017        | 3.796%          | 3.683%                       | 3.4%            |
| 5        | 28 de outubro de 2017        | 3.032%          | 2.736%                       | 2.3%            |
| 6        | 29 de outubro de 2017        | 3.676%          | 3.466%                       | 2.8%            |
| 7        | 4 de novembro de 2017        | 2.792%          | 2.724%                       | 2.8%            |
| 8        | 5 de novembro de 2017        | 2.494%          | 2.274%                       | 2.8%            |
| 9        | 11 de novembro de 2017       | 2.792%          | 2.637%                       | 2.3%            |
| 10       | 12 de novembro de 2017       | 2.637%          | 2.692%                       | 2.0%            |
| 11       | 18 de novembro de 2017       | 2.690%          | 2.547%                       | 1.8%            |
| 12       | 19 de novembro de 2017       | 2.854%          | 2.692%                       | 2.4%            |
| 13       | 25 de novembro de 2017       | 2.729%          | 2.382%                       | 2.0%            |
| 14       | 26 de novembro de 2017       | 2.568%          | 2.670%                       | 1.8%            |
| 15       | 2 de dezembro de 2017        | 2.418%          | 2.263%                       | 1.6%            |
| 16       | 3 de dezembro de 2017        | 3.306%          | 3.257%                       | 2.1%            |
| Média    | Média                        | 2.911%          | 2.864%                       | 2.5%            |

- Este drama foi transmitido por um canal de televisão por assinatura, que normalmente tem um público relativamente menor em comparação com as emissoras de televisão abertas (KBS, SBS, MBC e EBS).

## Transmissão internacional
- No Sri Lanka, Byeonhyeogui Sarang esteve disponível para transmissão através da Iflix, após 24 horas de sua transmissão original sul-coreana com legendas em cingalês e inglês.[16]
- Na Malásia, sua exibição teve início em 13 de novembro de 2017 pela 8TV, às segundas e terças-feiras.
- Na Indonésia, foi ao ar no Sony One de 13 de março a 6 de abril de 2018.[17]